# Dragan Đukanović
Dragan Đukanović (serbisch-kyrillisch Драган Ђукановић; * 29. Oktober 1969 in Nikšić) ist ein ehemaliger montenegrinischer Fußballspieler.

## Karriere
Đukanović begann seine Karriere 1990 bei OFK Belgrad. 1992 wechselte er zum griechischen OFI Kreta. Für den Verein bestritt er 65 Erstligaspiele und schoss dabei 24 Tore. 1995 wechselte er zum zyprischen Omonia Nikosia. 1995/96 wurde er mit dem Verein Tabellendritter der First Division. Von 1997 bis 1998 war er bei Örebro SK (Schweden) und Avispa Fukuoka (Japan) unter Vertrag. 1999 kehrte er nach Montenegro zurück. Hier unterschrieb er einen Vertrag bei FK Mogren. 2000 wechselte er nach Frankreich. Hier spielte er bis 2002 für Racing Club de France und FC Istres. 2002 wechselte er zum griechischen Ethnikos Asteras. 2003 kehrte er zu Mogren zurück. 2004 beendete er seine Karriere als Fußballspieler.